# Shake That
Shake That è un singolo di Eminem, pubblicato il 17 gennaio 2006 come secondo estratto dalla seconda raccolta Curtain Call: The Hits.
Il 28 febbraio 2018, la RIAA lo certifica singolo di multiplatino, avendo venduto oltre tre milioni di copie nel mercato statunitense.

## Descrizione
È stata pubblicata come singolo nel 2005, dopo When I'm Gone. ("Fack", seconda canzone nuova dalla raccolta, non è stata pubblicata).
A Shake That ha partecipato anche Nate Dogg in un'ampia parte vocale nei versi, quarta collaborazione di Eminem dopo Bitch Please II da The Marshall Mathers LP, Till I Collapse da The Eminem Show, e Never Enough da Encore. Entrambi hanno anche collaborato con Xzibit per My Name, dall'album Man Vs. Machine, e con Lloyd Banks per Warrior Part 2 dall'album The Hunger For More.
Caratterizzata da contenuti umoristici, la canzone vede Eminem e Nate Dogg che parlano dell'arte di sedurre le donne nelle auto e negli strip club. Di Shake That esiste anche un remix cantato da Eminem, Obie Trice e Bobby Creekwater per la raccolta The Re-Up, di cui è la traccia numero 20.
Nel 2006 la canzone venne nominata ai Grammy Award alla miglior collaborazione con un artista rap, vinta però da Numb/Encore di Jay-Z e dei Linkin Park.

## Video musicale
Il video è stato animato dalla Plates Animation of Toronto, e s'ispira al contenuto della canzone.

## Successo commerciale
Il singolo ha raggiunto il sesto posto in classifica negli Stati Uniti nella Billboard Hot 100.In Gran Bretagna "Shake That" è stato reso disponibile sui soli siti Internet musicali, dove è arrivata al 90º posto nella Official Charts Company.

## Classifiche
| Classifica (2006)                    | Posizione massima |
| ------------------------------------ | ----------------- |
| Belgio (Fiandre)                     | 2                 |
| Svezia                               | 59                |
| Regno Unito                          | 60                |
| Stati Uniti                          | 6                 |
| U.S. Billboard Hot R&B/Hip-Hop Songs | 2                 |